# Jean Piat

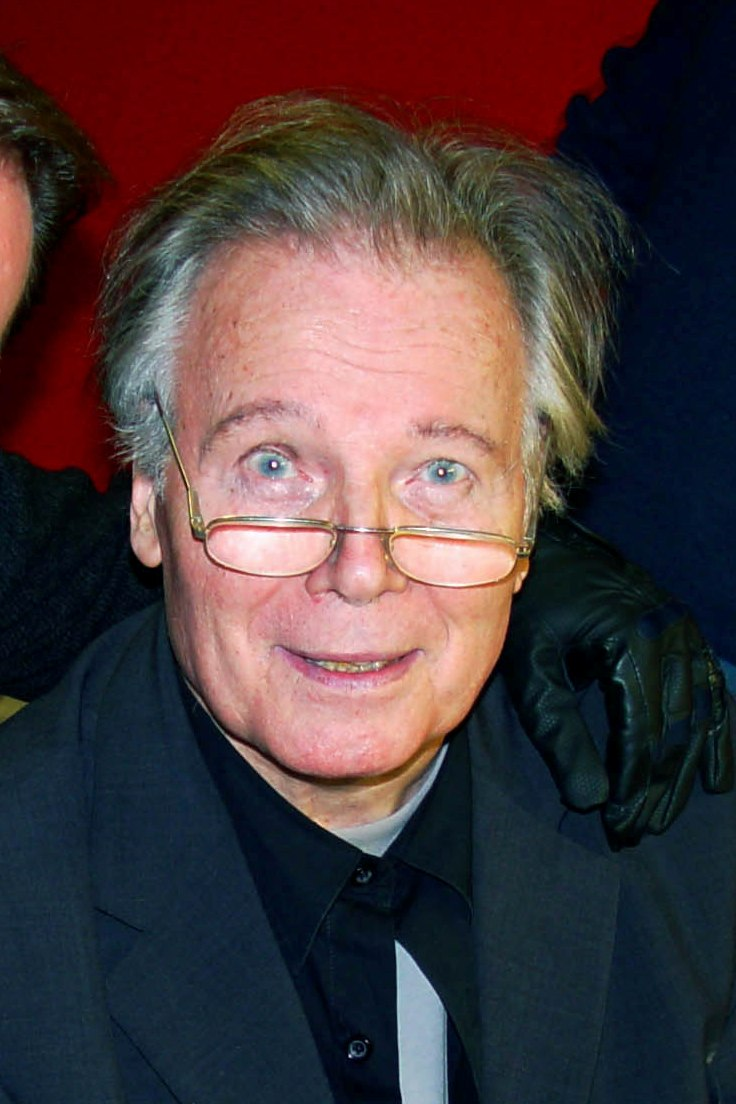
Jean Piat in 2007

Jean Piat (Lannoy, 23 september 1924 – Parijs, 18 september 2018) was een Frans acteur en auteur. Hij was zo veelzijdig en veelvuldig actief dat hij uitgroeide tot een van de belangrijkste acteurs van zijn tijd.

## Levensloop
Piat bracht zijn jeugd door in het 17de arrondissement van Parijs, waar hij zich vooral voor voetbal interesseerde. Hij volgde middelbare school in het Lycée Sainte-Croix in Neuilly-sur-Seine en in het Lycée Janson de Sailly in Parijs. 
Hij volgde buiten het weten van zijn ouders toneellessen. Met succes aangezien hij al in 1947 werd opgenomen in de Comédie-Française, waarvan hij van 1953 tot 1970 'sociétaire' was.
Hij trouwde in 1948 met de actrice Françoise Engel, met wie hij twee dochters had. Zij overleed in 2005. Naast zijn huwelijk had hij van 1975 tot aan haar overlijden in 2018 een relatie met Françoise Dorin.

## Theater

### Bij de Comédie-Française
Piat speelde bij de Comédie-Française bijna honderd verschillende, steeds belangrijker rollen. Op de lijst hierna vindt men de naam van de rol die hij speelde, het toneelstuk, de naam van de auteur en de datum van de eerste opvoering.
1. Een deurwaarder, in: Ruy Blas, Victor Hugo, 7 mei 1945
2. Gudiel, in: Ruy Blas, Victor Hugo, 11 mei 1945
3. een Wachter, in: Cyrano de Bergerac, Edmond Rostand, 1945
4. een 'alguazil', in: Ruy Blas, Victor Hugo, 3 september 1947
5. Trivelin, in: Arlequin poli par l'amour, Marivaux,  september 1947
6. Merlin, in: Les Acteurs de bonne foi, Marivaux, 30 oktober 1947
7. Don Manuel Aeias, in: Ruy Blas, Victor Hugo, 9 november 1947
8. Figaro, in: Le Barbier de Séville, Beaumarchais, 18 januari 1948.
9. Germain, in: On ne saurait penser à tout, Alfred de Musset, 11 februari 1948
10. La Flèche, in: L'Avare, Molière, 18 maart 1948
11. Frontin, in: L'Épreuve, Marivaux, 8 avril 1948
12. Daniel Savary, in: Le Voyage de monsieur Perrichon, Eugène Labiche 17 april 1948
13. de Dichter, in: Les Espagnols en Danemark, Prosper Mérimée, 5 mei 1948
14. Julien Cicandel, in: L'Anglais tel qu'on le parle, Tristan Bernard, 9 mei 1948
15. Bellerose,  in: Cyrano de Bergerac, Edmond Rostand, 29 mei 1948
16. Een musketier, in: Cyrano de Bergerac, Edmond Rostand, 24 juni 1948
17. Joseph, in: Le Voyage de monsieur Perrichon, 3 juli 1948
18. Jeppo Liveretto, in: Lucrèce Borgia, Victor Hugo,  2 juli 1948
19. Pasquin, in: Le Jeu de l'amour et du hasard, Marivaux, oktober 1948
20. le marquis de Valbery, in: On ne saurait penser à tout, Alfred de Musset, 1948
21. l'Exempt, in: Monsieur de Pourceaugnac, Molière, 24 november 1948
22. Éraste, in: Monsieur de Pourceaugnac, Molière, 29 januari 1949
23. Cadet, in: Cyrano de Bergerac, Edmond Rostand,
24. Jean-Pierre, in: Les Temps difficiles, Édouard Bourdet, 24 maart 1949
25. De Aankondiger, in Le Soulier de satin, Paul Claudel, 18 april 1949
26. Nicolas, in: L'Inconnue d'Arras, Armand Salacrou,  24 april 1949
27. Een Reporter, in: Le Roi, Gaston Arman de Caillavet, Robert de Flers en Emmanuel Arène, 8 luni 1949
28. Simpson, in: La Parisienne, Henry Becque, 26 september 1949
29. Alcidas, in: Le Mariage forcé, Molière, 12 oktober 1949,
30. Lucien, in: Feu la mère de Madame, Georges Feydeau,  25 octobre 1949)
31. Rivelot, in: Le Roi, Gaston Arman de Caillavet, Robert de Flers en Emmanuel Arène, 20 november 1949
32. een Officier, in: La Reine morte, Henry de Montherlant,  26 november 1949
33. Brissaille, in: Cyrano de Bergerac, Edmond Rostand, 24 december 1949
34. Jérôme, in: Cantique des cantiques, Jean Giraudoux,  1949
35. Een edelman, in: Othello, William Shakespeare -  4 januari 1950
36. Een cadet, in: Cyrano de Bergerac, Edmond Rostand,  24 januari 1950
37. Dubois, in: Les Fausses Confidences, Marivaux, 28 februari 1950
38. Sérignan, in: La Belle Aventure, Gaston Arman de Caillavet, Robert de Flers en Étienne Rey, 9 mei 1950
39. Dautier, in: Un ami de jeunesse, Edmond Sée, 29 mei 1950
40. Gratiano, in: Othello, William Shakespeare,  9 juni 1950
41. Joseph, in: Feu la mère de Madame, Georges Feydeau,  29 juni 1950
42. De Heraut, in: Madame Quinze, Jean Sarment, 2 juli 1950
43. Pierre, in: Le Président Haudecœur, Roger Ferdinand, 5 oktober 1950
44. Maître Phecat, in: La Robe rouge, Eugène Brieux, 11 oktober 1950
45. De Buurman, in: Un voisin sait tout, Gérard Bauer, 29 november 1950
46. Richard, in: Le Cheval arabe, Julien Luchaire, 25 januari 1951
47. Een Heer, in: Le commissaire est bon enfant, Georges Courteline en Jules Lévy, 8 februari 1951
48. Jodelet, in: Cyrano de Bergerac, Edmond Rostand, 22 februari 1951
49. De Jonge Boer, in: Le Conte d'hiver, William Shakespeare, 3 maart 1951
50. De Prefect, in: Chacun sa vérité, Luigi Pirandello, 14 maart 1951
51. Catalina, in: L'Homme de cendres, André Obey, 11 april 1951
52. Cléonte, in: Le Bourgeois gentilhomme, Molière, 14 juin 1951
53. Pontagnac, in: Le Dindon, Georges Feydeau, 29 juni 1951
54. Lesueur, in: Donogoo, Jules Romains, 9 november 1951
55. Amiens, in: Comme il vous plaira, William Shakespeare,  12 januari 1952
56. Lamendin, in: Donogoo, Jules Romains, 1951
57. Mascarille, in: Les Précieuses ridicules, Molière,  27 maart 1952
58. Phidippide, in: Les Nuées, Aristophanes, 14 mei 1952
59. Crispin, in: Le Légataire universel, Jean-François Regnard, 18 juni 1952
60. Benvolio, in: Roméo et Juliette, William Shakespeare, 22 oktober 1952
61. Thibaud, in: La Coupe enchantée, Jean de La Fontaine, 1 december 1952
62. De overleden soldaat, in: Une fille pour du vent, André Obey, 15 april 1953
63. Martinez, in: Le Carrosse du Saint-Sacrement, Prosper Mérimée, 29 mei 1953
64. Arsénio, in: Le Curé espagnol, Roger-Ferdinand, Fletcher et Massinger, 3 juni 1953
65. De marine-officier, in: Les Noces de deuil, Philippe Hériat, 15 oktober 1953
66. Camelot, in: Crainquebille, Anatole France, 18 december 1953
67. La Grange, in: L'Impromptu de Versailles, Molière,  15 januari 1954
68. Edgar, in: En attendant l'aurore, Mme Simone, 1954
69. De Prins van Mantoua, in: Fantasio, Alfred de Musset, 20 december 1954
70. Jacques, in: Le Pavillon des enfants, Jean Sarment, 24 mei 1955
71. De Reiziger, in: Un voyageur, Maurice Druon, 1956
72. Frontin, in: Les Serments indiscrets, Marivaux, 17 april 1956
73. Léon, in: Amédée ou les Messieurs en rang, Jules Romains, 24 oktober 1956
74. Alcippe, in: Les Fâcheux, Molière, 8 november 1956
75. Amédée, in: Amédée ou les Messieurs en rang, Jules Romains, 24 november 1956
76. Crispin, in: Crispin, rival de son maître, Alain-René Lesage, 6 december 1956
77. Hermès, in: Polydora, André Gillois, 27 februari 1957
78. Valentin, in: Il ne faut jurer de rien, Alfred de Musset, 1957
79. Jimmy, in: Le Sexe faible, Édouard Bourdet, 1957
80. Mercure, in: Amphitryon, Molière, 1957
81. Ergaste, in: L'École des maris, Molière, 1958
82. Cléante, in: Le Malade imaginaire, Molière, 16 december 1958
83. Figaro, in: Le Mariage de Figaro, Beaumarchais,  1958
84. De Tuinman, in: Électre, Jean Giraudoux, 1959
85. Domino, in: Domino, Marcel Achard, 1959
86. Covielle, in:, Le Bourgeois gentilhomme, Molière,  1959
87. Don César de Bazan, in: Ruy Blas, Victor Hugo, 1960
88. Bois d'Enghien, in: Un fil à la patte, Georges Feydeau, 1961
89. La Grange, in: La Troupe du Roy, naar Molière, 1962
90. Eerste Markies, in: L'Impromptu du Palais-Royal, Jean Cocteau, mei 1962
91. Cyrano de Bergerac, in: Cyrano de Bergerac, Edmond Rostand, 8 februari 1964
92. De advocaat, in: Le Songe, August Strindberg, 1970
93. Molière, in: La Troupe du Roy, naar Molière, 1970
94. Molière, in: L'Impromptu de Versailles, Molière,  1971
95. Don César de Bazan, in: Ruy Blas, Victor Hugo, 1971

### Voor en na de Comédie Française
- La Sainte Famille, André Roussin, in: théâtre Saint-Georges, 1946
- Ruy Blas, Victor Hugo, op het Festival de Saint-Malo, 1963
- Amphitryon 38, Jean Giraudoux, op het Festival de Bellac,
- Le Tournant, Françoise Dorin, in: Théâtre de la Madeleine, 1973
- Même heure, l'année prochaine, Bernard Slade, in: Théâtre Montparnasse, 1976
- Même heure, l'année prochaine, Bernard Slade, in: Théâtre Les Célestins, 1978
- Le Préféré, Pierre Barillet en Jean-Pierre Grédy, in: Théâtre de la Madeleine, 1979
- Domino, Marcel Achard, in: Théâtre Marigny, 1981.
- L'Étiquette, Françoise Dorin, in: Théâtre des Variétés, 1983
- Le Dindon, Georges Feydeau, in: Théâtre du Palais-Royal, 1984
- Chapitre II, Neil Simon, in: Théâtre Édouard VII, 1984
- L'Âge en question, Françoise Dorin, in: Théâtre des Variétés, 1986
- L'Homme de la Mancha, Dale Wasserman, in: Théatre Marigny, 1986 & 1988
- De Sacha à Guitry, naar Sacha Guitry, in: Théâtre Marigny, 1989
- Le Retour en Touraine, Françoise Dorin, in: Théâtre de l'Œuvre, 1993
- L'Affrontement, Bill C. Davis, in: Théâtre Fontaine, 1996
- L'Affrontement, Bill C. Davis, in: Comédie des Champs-Élysées, 1997
- De Sacha à Guitry naar Sacha Guitry, in: Théâtre Fontaine, 1997
- Les Dernières Lunes, Furio Bordon, in: Théâtre Montparnasse, 2001
- Amadeus, Peter Shaffer, in: Théâtre de Paris, 2005
- De Sacha à Guitry, in: Comédie des Champs-Élysées, 2006
- Prof ! , Jean-Pierre Dopagne, in: Comédie des Champs-Élysées, 2007
- La Maison du lac, Ernest Thompson, in: théâtre de Paris, 2008
- Vous avez quel âge ?, Françoise Dorin, in: Comédie des Champs-Élysées, 2010
- Vous avez quel âge ?, Françoise Dorin,in: Comédie des Champs-Élysées, 2011
- Ensemble et séparément,  Françoise Dorin, in: Théâtre Tête d'Or, 2012
- Vous avez quel âge ?, Françoise Dorin, in: Comédie des Champs-Élysées, 2012
- Ensemble et séparément, Françoise Dorin,in: Comédie des Champs-Élysées, 2013
- Les nuits romantiques de Nohant, naar George Sand, Alphonse de Lamartine en Alfred de Musset, in: Théâtre de Paris, 2014
- Pièces d'identité, Jean Piat, in: Théâtre Tête d'Or,  2015
- Pièces d'identité, Jean Piat, in: Théâtre des Bouffes Parisiens, 2016
- Love Letters, A. R. Gurney, in: Comédie des Champs-Elysées, 2017

### Regisseur
Vanaf 1953 trad Piat vaak op als regisseur, in de Comédie-Française en in andere theaters. Hij regisseerde onder meer:

#### In de Comédie-Française
- Un voyageur door Maurice Druon, 1953.
- Les Serments indiscrets door Marivaux, 1956
- La Réunion des Amours door Marivaux, 1956
- La Colonie door Marivaux, 1956
- Il ne faut jurer de rien door Alfred de Musset, 1957
- Le Joueur door Jean-François Regnard, 1968
- La Navette door Henry Becque, 1968
- 29 degrés à l'ombre door Eugène Labiche, Comédie-Française, 1969
- Les Fausses Confidences door Marivaux, 1969
- Si Camille me voyait door Roland Dubillard, 1970
- Les Femmes savantes door Molière, 1971

#### In andere theaters
- Laure et les Jacques door Gabriel Arout, Théâtre Saint-Georges, 1963
- Assassins associés door Robert Thomas, Théâtre du Palais-Royal & Théâtre Antoine, 1965
- Ce soir à Samarcande door Jacques Deval, Théâtre de Paris, 1966
- Jean de la Lune door Marcel Achard, Théâtre du Palais-Royal, 1967
- Échec et meurtre door Robert Lamoureux, Théâtre des Ambassadeurs, 1969
- Domino door Marcel Achard, Théâtre Marigny, 1981
- L'Âge en question door Françoise Dorin, 1995
- De Sacha à Guitry naar Sacha Guitry, 1995
- Le Block 15, ou la musique en résistance door Pascal Amoyel en Emmanuelle Bertrand, Théâtre du Renard, 2006

## Films
Piat werd ook aangetrokken door film en tv.

### Cinema
- Rouletabille, in: Rouletabille joue et gagne door Christian Chamborant, 1947
- Rouletabille, in: Rouletabille contre la dame de pique door Christian Chamborant, 1948
- Figaro, in: Le Diable boiteux door Sacha Guitry : Figaro1948
- Jean-Claude, in: Clara de Montargis door Henri Decoin, 1951
- André du Vélin, in: Le Chasseur de chez Maxim's door Henri Diamant-Berger, 1953
- Junot, in: Napoléon door de Sacha Guitry, 1955
- Cléonte, in: Le Bourgeois gentilhomme door Jean Meyer,  1958
- Figaro, in: Le Mariage de Figaro door Jean Meyer, 1959
- Serge, in: Les Moutons de Panurge door Jean Girault, 1961
- Buridan, in La Tour de Nesle door Franz Antel, 1968
- De 'jansenist', in: La Voie lactée door Luis Buñuel, 1969
- M. Armand, Le Passager de la pluie door René Clément, 1969
- Pierre, in: La Rivale door Sergio Gobbi, 1974
- Advocaat in Ciao, les mecs door Sergio Gobbi, 1979

### Televisie
- Don Cesar de Bazan, in Ruy Blas van Victor Hugo, regie Claude Barma, 1965
- Domino, in: Domino door Marcel Achard, regie Jean Piat, 1967
- Henri de Lagardère, in: Lagardère door Jean-Pierre Decourt, 1969
- Fernand de Bois d'Enghien, in: Un fil à la patte door Georges Feydeau, regie Jacques Charon, 1970.
- Philippe, in:La Pèlerine écossaise door Sacha Guitry, regie Robert Manuel, 1971
- Robert d'Artois, in: Les Rois maudits, naar de romans van Maurice Druon, door Claude Barma, 1972. Dit was de rol die hem bij het grote publiek het meeste bekendheid verschafte.
- Graaf van Beaumont, in: Schulmeister, espion de l'empereur door Jean-Pierre Decourt, 1974
- Chanteclerc, in: Chanteclerc door Jean-Christophe Averty, 1977
- Pierre Costals, in Les Jeunes Filles door  Lazare Iglesis, 1978
- Jerôme, in: À nous de jouer door André Flédérick
- Amphitryon 38 door Claude Barma, 1984
- Marcel Saint-Romans, in: L'Affaire Saint-Romans door Michel Wyn , 1988

Hij leende daarnaast ook zijn stem in vertaalde films, zowel in drama's en komedies, als in animatiefilms.

## Publicaties
Vanaf 1972 werd Piat auteur van romans
- Croix. Dix siècles d'histoire, 1972 — Prijs Georges Goyau (verleend door de Académie française)
- Les Plumes de paon, — Prijs Broquette-Gonin (verleend door de Académie française)
- Le Parcours du combattant, 1989
- La Vieille dame de la librairie, 1991
- Veille de fête, 1992
- Le Dîner de Londres, 1994 — Prijs Renaissance des lettres 1995
- La Jeune Fille à l'avant-scène, 1995
- Les Silences et les mots, 1998
- Derniers mots d'amour: anthologie de correspondances (met Daniele Volle), 2001
- Je vous aime bien, monsieur Guitry, 2002 — Prijs Saint-Simon
- Beaumarchais, un intermittent du spectacle, 2004 — Gulden medaille Académie française
- Vous n'aurez pas le dernier mot ! : petite anthologie désinvolte des plus belles réparties, 2006.
- Et... vous jouez encore !, Flammarion, 2015

## Eerbetoon
Piat was:
- Officier in het Legioen van Eer.
- Officier des Arts et des Lettres.
- Grootkruis in de 'Ordre national du Mérite'.
- Voor de 'Molières' van 1996 werd hij genomineerd voor "L'Affrontement"
- Voor de 'Molières' van 1997 kreeg hij de Molière voor de bewerking van "L'Affrontement" van Bill C. Davis.
- In 2012 kreeg hij de titel van 'Brigadier d'Honneur' voor zijn volledige carrière.
- In 2002 zat hij de 18de ceremonie van de uitreiking van de 'Molières' voor.